# Arne Öhman
Arne Öhman (* 31. Mai 1943 in Ljusdal; † 19. März 2020 in Stockholm) war ein schwedischer Psychologe und Hochschullehrer am Karolinska-Institut von 1993 bis 2010, wo er die Abteilung für klinische Neurowissenschaften von 2001 bis 2004 leitete.
Öhman promovierte 1971 in Uppsala und wurde 1976 Assistenzprofessor an der Universität Bergen. Dann leitete er die klinische Psychologie an der Universität Uppsala von 1982 bis 1993. Bekannt wurde er für seine Forschung in der experimentellen Psychologie und Psychophysiologie, besonders in der Psychologie der Emotionen. Er wurde Präsident der Gesellschaft für psychophysiologische Forschung 1984 bis 1985, für seine Forschungen auf dem Gebiet erhielt er einen Preis 2001.
Öhran wurde 1988 Mitglied in der Finnischen Akademie der Wissenschaften, in der Academia Europaea 1992 und in der Königlich Schwedischen Akademie der Wissenschaften 1998. Er wurde zum Mitglied der Nobel-Versammlung des Karolinska-Instituts gewählt von 1997 bis 2010 und war Fellow der Association for Psychological Science. 2004 wurde er Ehrendoktor der Universität Bergen. 2011 erhielt er den Wilhelm Wundt-William James-Preis der efpa.
Sein besonderes Interesse galt Angstzuständen, besonders der Ophidiophobie.